# Cyathea gregaria
Cyathea gregaria är en ormbunkeart som först beskrevs av Guido Georg Wilhelm Brause, och fick sitt nu gällande namn av Karel Domin. Cyathea gregaria ingår i släktet Cyathea och familjen Cyatheaceae. Inga underarter finns listade.